# Ptilinop de Marche
El ptilinop de Marche (Ramphiculus marchei) és una espècie d'ocell de la família dels colúmbids (Columbidae) que habita els boscos de Luzon, a les illes Filipines.